# 羅生門 (バンド)
羅生門（らしょうもん） は、1971年に結成された日本のロックバンド。

## 来歴
1971年に元ザ・ハプニングス・フォーのクニ河内と元ザ・ハーフ・ブリードのポール湯川、元エモーションの近尾春親（現・近田春夫）らによって結成される。同年、ファースト・アルバム『日本国憲法』をリリース。同作はアメリカ独立宣言に曲を付けたフィフス・ディメンション「The Declaration」（1970年）の日本版と言うべきもので、 日本国憲法の第1章から第10章まで計10曲が収録された。翌72年にアメリカの先住民問題をテーマにしたセカンド・アルバム『インディアン、死よりも赤を選ぶ』を発表し、同年限りで解散。元々スタジオ・ミュージシャンによる企画物バンドで、中心人物であるクニはスケジュール等の都合もあって、レコーディングのみの参加に留まり、メンバーにも名を連ねていない。また、バンドとしての実体も、僅かな期間のライブ活動に限られていたという。

## メンバー
- ポール湯川【ポール・リー】（ボーカル、ギター）
- 杜吉弘【ぺぺ吉弘】（ベース、リーダー）
- 金澤淳一【金沢ジュン】（ドラム）
- 金子道大（フルート、サックス）
- 近尾春親【現・近田春夫】（キーボード）

## ディスコグラフィー

### アルバム
- 日本国憲法 平和・自由・愛（1971年9月15日、ワーナーパイオニア）
- インディアン、死よりも赤を選ぶ（1972年1月、同）

### シングル
- 日本国憲法・戦争の放棄／日本国憲法・天皇（1971年、ワーナーパイオニア）